# منطقة الأخاديد القاعية العميقة

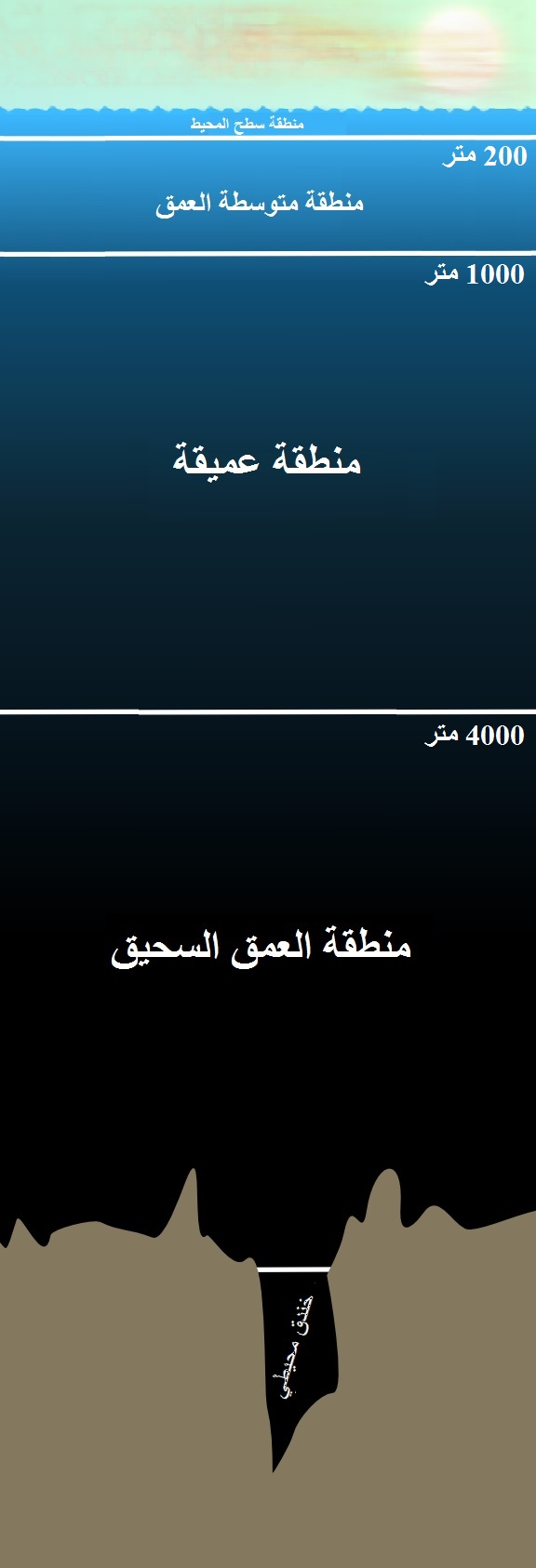
تظهر منطقة الأخاديد القاعية العميقة كخندق عميق ضيق.

منطقة الأخاديد القاعية العميقة (بالإنجليزية: hadopelagic zone)‏، هي أعمق منطقة في المحيط المُتمركزة في خنادق المحيطات والأخاديد. يتراوح عمق المنطقة من 6000 إلى 11000 متر (من 20000 إلى 36000 قدم) إلى قاع المحيط، وتكون في المنخفضات الطبوغرافية على شكل V طويلة ولكنها ضيقة.
تبلغ المساحة التراكمية التي تشغلها الموائل الفردية 46 في جميع أنحاء العالم أقل من 0.25 في المائة من قاع البحار في العالم، إلا أن الخنادق تمثل أكثر من 40 في المائة من مدى عمق المحيط. تتواجد مُعظم مناطق الأخاديد القاعيّة العميقة في المحيط الهادئ.
رُغم أن الحياة البحرية شحيحة في العُمق وتتناقض مع سُبل العيش، إلا أن هناك كائنات تتواجد في منطقة الأخاديد، بما في ذلك بعض الأسماك، خيار البحر، كثيرات الأشعار، ذوات الصدفتين، وبطنيات القدم وغيرها.